# Diaphorocoris
Diaphorocoris is een geslacht van wantsen uit de familie van de Naucoridae (Zwemwantsen). Het geslacht werd voor het eerst wetenschappelijk beschreven door Montandon in 1897.

## Soorten
Het genus bevat de volgende soorten:

- Diaphorocoris arunachalami Sites & Zettel in Sites et al., 2011
- Diaphorocoris dubreuili Montandon, 1908
- Diaphorocoris kiliyur Sites & Zettel in Sites et al., 2011
- Diaphorocoris punctatissimus (Kirby, 1891)